# Havel (rivier)
De Havel ([ˈhaːfl̩]ⓘ) is een rivier in Duitsland die ontspringt in Mecklenburg-Voor-Pommeren, stroomt door Brandenburg om in Saksen-Anhalt uit te monden in de Elbe.
De Havel stroomt via talrijke meertjes over een lengte van 325 km. Daarbij wordt een hoogteverschil van 40,6 meter overbrugd. De afstand tussen de bron en de monding is hemelsbreed slechts 94 kilometer. De aanleg van het Havelkanaal zorgde ervoor dat de omweg werd ingekort. De Havel is de langste rechter zijrivier van de Elbe. Het gemiddelde debiet bij de monding bedraagt 108 m³/s, waarbij de Havel na de Saale en de Moldau de op twee na belangrijkste waterleverancier van de Elbe is.

## Verloop van de rivier
De Havel ontspringt in het Nationalpark Müritz op het Mecklenburger Merenplateau in de Landkreis Mecklenburgische Seenplatte. Ongeveer 18 kilometer noordoostelijk van de oever van de Müritz ontspringt ze uit het Diekenburch, een klein meer tussen de Kratzeburger stadsdelen Pieverstorf en Dambeck.
Vervolgens stroomt de rivier eerst naar het zuiden. Het eerste grotere meer waar ze doorheen stroomt is de Käbelicksee. Daarna doorkruist ze in zuidelijke richting de volgende meren: de Zootzensee (tussen Krienke en Babke), de Jäthensee, de Useriner See en de Woblitzsee bij Wesenberg. Voortaan stroomt de Havel als Obere Havel-Wasserstraße, die door vele sluizen geregisseerd wordt, door de meren: Drewensee, Wagnitzsee, Großer Priepertsee, Ellbogensee, Ziernsee en Röblinsee. Tussen de twee laatstgenoemde meren loopt de grens tussen de deelstaten Mecklenburg-Voor-Pommeren en Brandenburg.

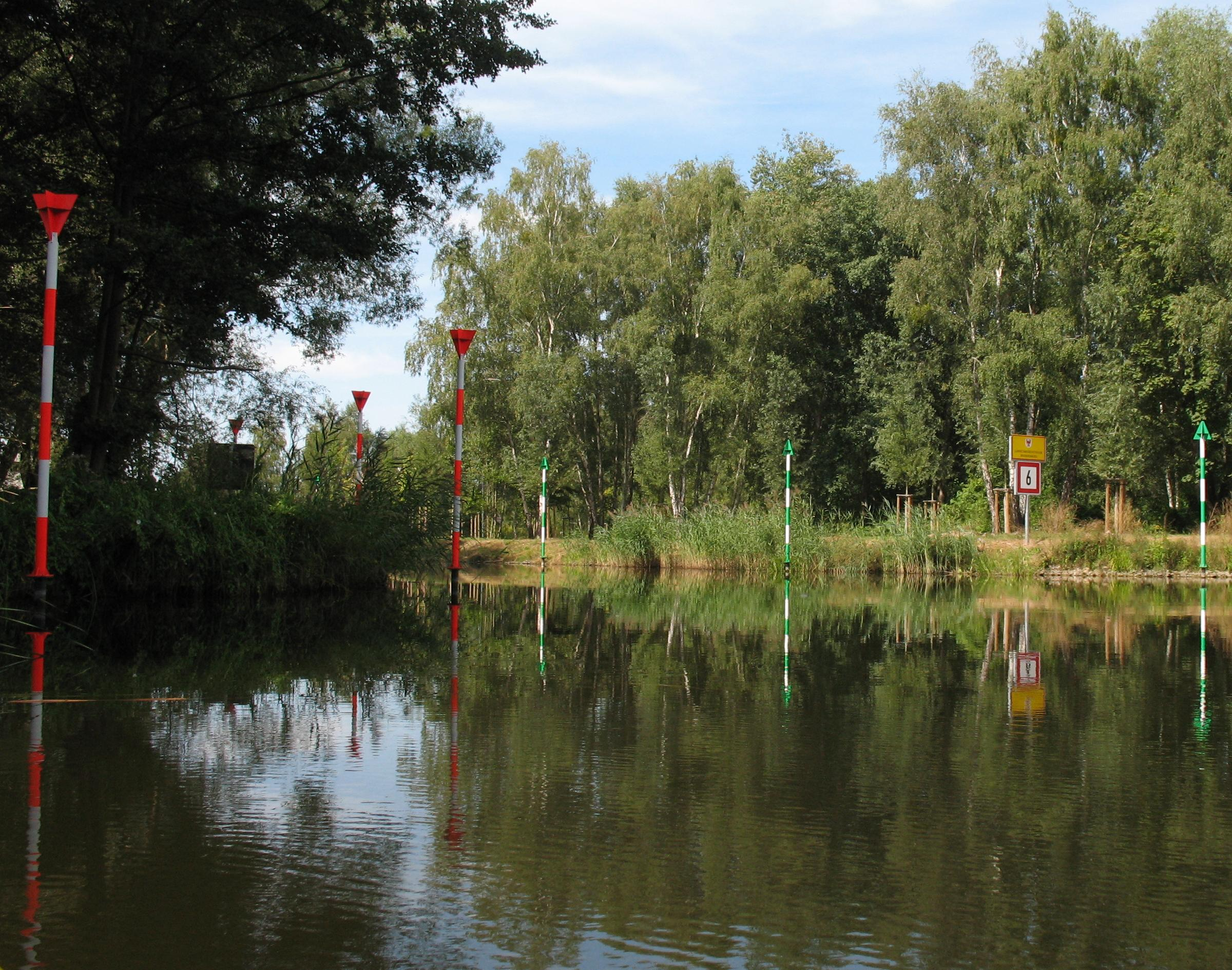
Zehdenick

Daarna deelt de Havel zich op in Fürstenberg in vier verschillende riviertjes. Ze doorstroomt hier de kleine Baalensee en daarna de Schwedtsee. Iets oostelijker bereikt haar water de Stolpsee en meandert daarna, nog steeds als kanaal, in zuidelijke richting naar Zehdenick en onder de naam Vosskanaal naar Liebenwalde. Daar verlaat ze het Mecklenburgse Merenplateau.
Aansluitend stroomt de Havel parallel aan het Oder-Havelkanaal in zuidwestelijke richting naar Oranienburg, waar het kanaal van de rivier afbuigt. Wat later bereikt de rivier de westelijke stadsdelen van Berlijn, waar ze in Spandau de vanuit het oosten komende Spree tegemoetstroomt. Vanaf daar vormt de rivier een keten van meertjes, onder andere de Tegeler See, de Großer Wannsee, die ten westen van het Grunewald ligt (daar bevindt zich ook het Pauweneiland), en naar Potsdam de Templiner See, waar de Schwielowsee en het grote Zernsee deel van uitmaken. In de stad Potsdam ligt het Vriendschapseiland, die van de Havel noordelijk door de zogenoemde "oude rivier" en zuidelijk door de wezenlijk bredere zogenoemde "nieuwe rivier" omgeven wordt. Bij de Templiner See knikt de rivier naar het noordwesten af.
Hierna passeert de Havel bij het grote Zernsee het stadje Werder en bereikt iets noordelijker Ketzin. Iets westelijker doorstroomt ze de stad Brandenburg an der Havel en meteen daarna de Breitlingsee en de Plauer See, twee grotere meren die gezamenlijk een merenlandschap vormen. Bij de Plauer See knikt de Havel naar het noorden af, naar de Pritzerber See; van daaruit vormt de rivier de levensader voor het natuurpark Westhavelland, het grootste natuurpark in de deelstaat Brandenburg.
Daarna loopt de rivier naar Premnitz en dan naar Rathenow. Slechts een paar kilometer verder noordelijk stroomt ze in westelijke richting aan de Gülper See voorbij, ongeveer waar ze de grens vormt met de deelstaten Saksen-Anhalt en Brandenburg. Daar monden de Rhin en de Dosse in de Havel uit. Kort daarop mondt de Havel, nu definitief in Saksen-Anhalt, westelijk en noordwestelijk van Havelberg in twee mondingsarmen of -kanalen in de Elbe.
Er lopen 285 van de in totaal 325 rivierkilometers door de deelstaat Brandenburg.
- Gemeinsame Normdatei: 4023868-4
- Library of Congress Control Number: sh88000296
- Nationale Bibliotheek van Tsjechië: ge385357
- Nationale Bibliotheek van Israël: 987007546344505171
- Virtual International Authority File: 235898295